# برايان غالاغير
برايان غالاغير (بالإنجليزية: Brian Gallagher)‏ هو لاعب كرة قدم ومدرب كرة قدم بريطاني، ولد في 18 ديسمبر 1945 في اسكتلندا في المملكة المتحدة. لعب مع نادي بارتيك ثيسل ونادي دمبرتون ونادي غرينوك مورتون.